# カーアクション
カーアクションとは、邦画やアニメ等に見られる車やトレーラーを使用した演技のこと。
カースタントの要素及び変遷についての詳細はカーチェイスを参照。

## 概要
車同士をぶつけて壊したり車で家に飛び込んだりと言ったアクションが主である。初発はユニバーサル系が多いが、大概は邦画の『デコトラ』シリーズや刑事ドラマの『西部警察』である。

## 諸問題
諸問題の例として次が挙げられる。
1. 燃費やガソリンの調達費用が酷い。
2. 状況によってはスタントマンが死亡する可能性がある。
3. 借り物や高級車はそう簡単に凹ませることはできない。
4. 路面損傷の進行

の通りである。

## ホラー及びサイコ映画におけるカーアクション
また、人ではなく車自体が意志を持って人を襲うホラー映画も大量に制作されている。『ザ・カー』・『クリスティーン』・『地獄のデビルトラック』等が代表例。

## 漫画
日本では、漫画にカーアクションの要素が巧みに取り込まれている。例えば、『頭文字D』や、『こちら葛飾区亀有公園前派出所』等、国産車を使用したアクションが過激に展開する。

## 現代に至るまでの発展
現在、大まかに実写ではなく、3DやCGを巧みに使用した映像が展開されている。

## カーアクションがメインの映画・ドラマ

### 日本
- 大都会
  - 大都会 PARTII
  - 大都会 PARTIII
- 大激闘マッドポリス'80
  - 特命刑事
- 大空港
- 西部警察
  - 西部警察 PART-II
  - 西部警察 PART-III
  - 西部警察 SPECIAL
- ゴリラ・警視庁捜査第8班
- あぶない刑事
- 頭文字D
- トラック野郎
- 戦え!超ロボット生命体トランスフォーマー
- 戦え!超ロボット生命体トランスフォーマー2010
- 暴走パニック 大激突
- 狂った野獣
- マッハ78
- いつかギラギラする日
- ロードブラスター(レーザーディスクゲーム)
- 湾岸ミッドナイト

### アメリカ合衆国
- クラッシュ
- ザ・カー
- クリスティーン
- 処刑ライダー
- 激突!
- ヒッチャー
  - ヒッチャー(2007年版)
- 沈黙の断崖
- 地獄のデビルトラック
- ザ・ドライバー
- トランザム7000
- キャノンボール
- ストローカーエース
- グレートスタントマン
- 激走!5000キロ
- スピードゾーン
- バニシングinTURBO
- バニシングin60″
  - 60セカンズ
- バニシング・ポイント (映画)
- ジャンクマン
- コンボイ
- デュークス・オブ・ハザード
- ロードレージ
- ブラック・キャデラック
- ワイルド・スピードシリーズ
  - ワイルド・スピードX2

### その他の国
- アウトバーン・コップ
- TAXi
- トランスポーター
- ル・ブレ